# Crinitzberg
Crinitzberg là một đô thị ở huyện Zwickau, bang Sachsen, Đức. Đô thị này có diện tích 18,82 km2, dân số thời điểm 31 tháng 12 năm 2006 là 2238 người.